# Surazomus brasiliensis
Surazomus brasiliensis är en spindeldjursart som först beskrevs av Kraus 1967.  Surazomus brasiliensis ingår i släktet Surazomus och familjen Hubbardiidae. Inga underarter finns listade i Catalogue of Life.